# Urlaubsgrüße aus dem Unterhöschen
Urlaubsgrüße aus dem Unterhöschen ist ein deutscher Erotikfilm aus dem Jahr 1973. Verantwortliche Produktionsfirma war die TV 13 Fernseh- und Filmgesellschaft.

## Handlung
Der Film spielt im fiktiven bayerischen Dorf Hirnkirchen und schildert eine Reihe von amourösen Irrungen und Wirrungen, die sich daraus ergeben, dass nach dem Plan von zwei Tourismusmanagern die älteren Stammgäste des Gasthofs Zur Traube einer jüngeren Klientel weichen sollen. Nachdem es mit Hilfe der Töchter des Gastwirts und Bürgermeisters gelungen ist, die konservativen Stammgäste hinauszuekeln, werden sie durch wesentlich tolerantere und freizügigere Gäste ersetzt, an denen nicht zuletzt die örtlichen Bergführer Gefallen finden.

## Indizierung
Die Bundesprüfstelle für jugendgefährdende Schriften indizierte die Videokassette und begründete dies damit, dass „mindestens zwei Drittel der Kassette mit Koitushandlungen ausgefüllt sind.“ Zudem diene der Film „im wesentlichen zur Propagierung ungehemmter sexueller Betätigung mit ständig wechselnden Partnern“, wobei sich die zwischenmenschlichen Beziehungen auf den genitalen Bereich reduzierten.

## Kritik
„Das Drehbuch überschreitet wie üblich nicht den Umfang einer Schnellimbiß-Speisekarte“

„Handelsübliches Sexlustspiel; eine Aneinanderreihung von ordinären Bettszenen mit entsprechenden Dialogen.“